# Paral·lel 7° nord
El paral·lel 7° nord és una línia de latitud que es troba a 7 graus nord de la línia equatorial terrestre. Travessa Àfrica, l'oceà Índic, Àsia meridional, Àsia sud-oriental, l'oceà Pacífic, Amèrica del Sud i l'oceà Atlàntic.

## Geografia
En el sistema geodèsic WGS84, al nivell de 7° de latitud nord, un graude longitud equival a 110,495 km; la longitud total del paral·lel és de 39.778 km, que és aproximadament 99,3% de la de l'equador. Es troba a uan distància de 774 km de l'equador i a 9,228 km del pol Nord.
Igual que tots els altres paral·lels a part de l'equador,el paral·lel 7° nord no és un cercle màxim i, per tant, no és la distància més curta entre dos punts, fins i tot si són a la mateixa latitud. Per exemple, seguint el paral·lel, la distància recorreguda entre dos punts de longitud oposada és 19889  km; després d'un cercle màxim (que passa pel Pol Nord), només és 18456  km.

## Durada del dia
En aquesta latitud, el sol és visible durant 12 hores i 32 minuts a l'estiu, i 11 hores i 43 minuts en solstici d'hivern.

## Arreu del món
Començant al meridià de Greenwich i dirigint-se cap a l'est, el paral·lel 7º passa per:
| Coordenades                             | País, territori o mar     | Notes |
| --------------------------------------- | ------------------------- | --- |
| 7° 0′ N, 0° 0′ E / 7.000°N,0.000°E      | Ghana                     | Passa a través del Llac Volta                                                                             |
| 7° 0′ N, 0° 33′ E / 7.000°N,0.550°E     | Togo                      | |
| 7° 0′ N, 1° 38′ E / 7.000°N,1.633°E     | Benín                     | |
| 7° 0′ N, 2° 44′ E / 7.000°N,2.733°E     | Nigèria                   | |
| 7° 0′ N, 10° 7′ E / 7.000°N,10.117°E    | Camerun                   | Per uns 6 km                                                                                              |
| 7° 0′ N, 10° 10′ E / 7.000°N,10.167°E   | Nigèria                   | |
| 7° 0′ N, 10° 33′ E / 7.000°N,10.550°E   | Camerun                   | Per uns 17 km                                                                                             |
| 7° 0′ N, 10° 42′ E / 7.000°N,10.700°E   | Nigèria                   | |
| 7° 0′ N, 11° 40′ E / 7.000°N,11.667°E   | Camerun                   | |
| 7° 0′ N, 15° 9′ E / 7.000°N,15.150°E    | República Centreafricana  | |
| 7° 0′ N, 26° 3′ E / 7.000°N,26.050°E    | Sudan del Sud             | |
| 7° 0′ N, 34° 16′ E / 7.000°N,34.267°E   | Etiòpia                   | |
| 7° 0′ N, 47° 1′ E / 7.000°N,47.017°E    | Somàlia                   | |
| 7° 0′ N, 49° 22′ E / 7.000°N,49.367°E   | Oceà Índic                | |
| 7° 0′ N, 72° 52′ E / 7.000°N,72.867°E   | Maldives                  | Atol Thiladhunmathi Nord                                                                                  |
| 7° 0′ N, 72° 58′ E / 7.000°N,72.967°E   | Oceà Índic                | Mar de les Lacadives -passa just al nord de l'illa de Kelaa, Maldives                                     |
| 7° 0′ N, 79° 52′ E / 7.000°N,79.867°E   | Sri Lanka                 | passa just al nord de Colombo                                                                             |
| 7° 0′ N, 81° 52′ E / 7.000°N,81.867°E   | Oceà Índic                | Golf de Bengala                                                                                           |
| 7° 0′ N, 93° 42′ E / 7.000°N,93.700°E   | Índia                     | Illes Andaman i Nicobar - illa de Gran Nicobar                                                            |
| 7° 0′ N, 93° 57′ E / 7.000°N,93.950°E   | Oceà Índic                | Mar d'Andaman                                                                                             |
| 7° 0′ N, 99° 40′ E / 7.000°N,99.667°E   | Tailàndia                 | Passa just al sud de Hat Yai                                                                              |
| 7° 0′ N, 100° 45′ E / 7.000°N,100.750°E | Golf de Tailàndia         | |
| 7° 0′ N, 103° 2′ E / 7.000°N,103.033°E  | Mar de la Xina Meridional | |
| 7° 0′ N, 116° 43′ E / 7.000°N,116.717°E | Malàisia                  | Sabah, illa de Borneo - Per uns 6 km                                                                      |
| 7° 0′ N, 116° 47′ E / 7.000°N,116.783°E | Mar de la Xina Meridional | Badia de Marudu                                                                                           |
| 7° 0′ N, 117° 7′ E / 7.000°N,117.117°E  | Malàisia                  | Sabah, illa de Borneo - Per uns 3 km                                                                      |
| 7° 0′ N, 117° 9′ E / 7.000°N,117.150°E  | Mar de Sulu               | Passa just al sud de Pulau Malawali, Malàisia                                                             |
| 7° 0′ N, 118° 25′ E / 7.000°N,118.417°E | Filipines                 | illa de Cagayan de Sulu                                                                                   |
| 7° 0′ N, 118° 31′ E / 7.000°N,118.517°E | Mar de Sulu               | |
| 7° 0′ N, 121° 55′ E / 7.000°N,121.917°E | Filipines                 | illa de Mindanao (Península de Zamboanga)                                                                 |
| 7° 0′ N, 122° 11′ E / 7.000°N,122.183°E | Mar de Célebes            | Golf Moro - passa just al nord de Sacol, Filipines                                                        |
| 7° 0′ N, 123° 59′ E / 7.000°N,123.983°E | Filipines                 | illa de Mindanao                                                                                          |
| 7° 0′ N, 125° 30′ E / 7.000°N,125.500°E | Golf de Davao             | |
| 7° 0′ N, 125° 43′ E / 7.000°N,125.717°E | Filipines                 | illa de Samal                                                                                             |
| 7° 0′ N, 125° 47′ E / 7.000°N,125.783°E | Golf de Davao             | |
| 7° 0′ N, 125° 59′ E / 7.000°N,125.983°E | Filipines                 | illa de Mindanao                                                                                          |
| 7° 0′ N, 126° 27′ E / 7.000°N,126.450°E | Oceà Pacífic              | Mar de les Filipines                                                                                      |
| 7° 0′ N, 134° 14′ E / 7.000°N,134.233°E | República de Palau        | illa de Peleliu                                                                                           |
| 7° 0′ N, 134° 16′ E / 7.000°N,134.267°E | Oceà Pacífic              | Passa just al sud de la llacuna Truk, Micronèsia                                                          |
| 7° 0′ N, 158° 14′ E / 7.000°N,158.233°E | Micronèsia                | Illa de Parempei (just al nord de l'illa Pohnpei)                                                         |
| 7° 0′ N, 158° 15′ E / 7.000°N,158.250°E | Oceà Pacífic              | Passa just al sud de l'atol Ailinglaplap, Illes Marshall · Passa just al sud de l'atol Majuro, Micronèsia |
| 7° 0′ N, 171° 35′ E / 7.000°N,171.583°E | Illes Marshall            | Atol Arno                                                                                                 |
| 7° 0′ N, 171° 45′ E / 7.000°N,171.750°E | Oceà Pacífic              | Passa just al sud de l'illa Jicarón i la península d'Azuero, Panamà                                       |
| 7° 0′ N, 77° 40′ O / 7.000°N,77.667°O   | Colòmbia                  | |
| 7° 0′ N, 71° 1′ O / 7.000°N,71.017°O    | Veneçuela                 | Per uns 18 km                                                                                             |
| 7° 0′ N, 70° 57′ O / 7.000°N,70.950°O   | Colòmbia                  | |
| 7° 0′ N, 70° 26′ O / 7.000°N,70.433°O   | Veneçuela                 | |
| 7° 0′ N, 60° 21′ O / 7.000°N,60.350°O   | Àrea disputada            | Controlada per Guyana, reclamada per Veneçuela                                                            |
| 7° 0′ N, 58° 27′ O / 7.000°N,58.450°O   | Guyana                    | illa de Wakenaam                                                                                          |
| 7° 0′ N, 58° 23′ O / 7.000°N,58.383°O   | Oceà Atlàntic             | |
| 7° 0′ N, 11° 37′ O / 7.000°N,11.617°O   | Sierra Leone              | |
| 7° 0′ N, 11° 27′ O / 7.000°N,11.450°O   | Libèria                   | |
| 7° 0′ N, 8° 17′ O / 7.000°N,8.283°O     | Costa d'Ivori             | |
| 7° 0′ N, 3° 7′ O / 7.000°N,3.117°O      | Ghana                     | |